# 콘치타 스페르비아

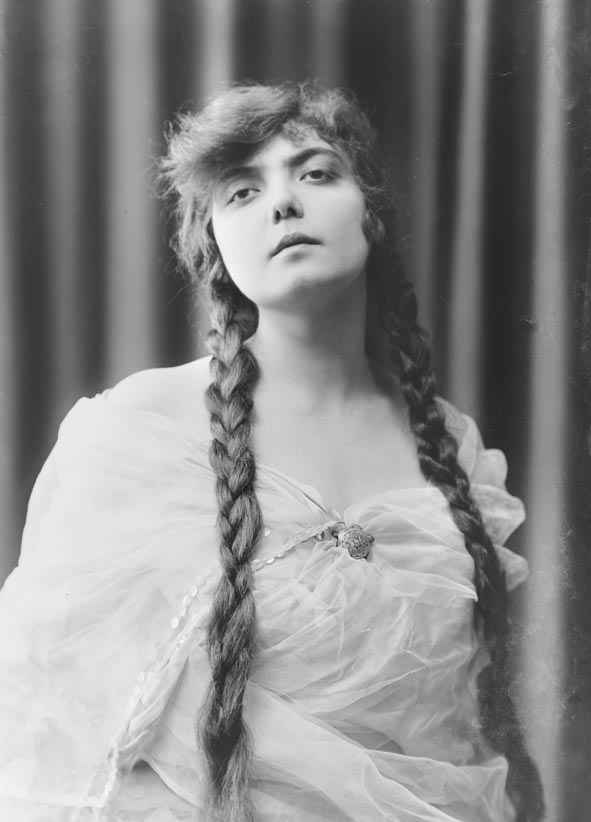

콘치타 수페르비아(Conchita Supervia, 1895년 12월 8-9일 ~ 1936년 3월 30일)는 스페인 바르셀로나 태생의 메조소프라노 가수이다.
부에노스아이레스의 테아트로 콜론에서 데뷔했으며 이듬해 리하르트 슈트라우스의 《장미의 기사》 이탈리아 초연에서 옥타비안 역을 맡았다. 이후 세계 각지에서 호평을 받았다. 그 가운데서도 〈카르멘〉의 화려함과 팔랴의 〈스페인 민요집〉이 풍기는 향토색 짙은 가창은 정평이 나 있으며 모두 레코드로 남겨져 있다.